# 유사틈
초전도체와 일반 고체(절연체 혹은 도체) 사이에 상전이가 일어날 때에는 전기 전도도가 무한대가 되는 것과 함께 전자들의 에너지 분포가 바뀐다. 일반 도체일 때에는 전자의 에너지 준위가 페르미 에너지 준위를 중심으로 연속적으로 분포하여 전자는 페르미 에너지를 중심으로 연속적인 에너지 값을 갖는다. 하지만 초전도체에서는 페르미 에너지 준위를 기준으로 약간 위와 약간 아래에 전자가 존재할 수 있는 영역이 한정되어 허용된 전자의 에너지 준위(값)에 띠틈이 있다. 이는 초전도체 시료를 주사 터널 현미경으로 전기 전도도의 미분값을 관찰하여 얻을 수 있다. 그리고 고온 초전도체의 경우에는 초전도 현상을 보이지 않는 온도 범위에서도 이러한 에너지 준위의 구멍이 존재하여 이를 유사틈(영어: pseudogap)이라고 부른다.
유사틈의 존재는 쿠퍼쌍이 없다는 강력한 실험적 증거이다. 유사틈은 임계온도 아래에서 초전도갭으로 작용하는데 이런 이유로 저온초전도체에서 유사틈이 있으나 갭이 작아 열적요동으로 관측이 안되는 것으로 보인다.